# Station Ebie
Station Ebie (海老江駅,  Ebie-eki, uitgesproken als Ebië) is een treinstation in de wijk Fukushima-ku in de Japanse stad Osaka. Het wordt aangedaan door de JR Tozai-lijn. Het station heeft twee sporen, gelegen aan een enkel eilandperron. 

## Treindienst

### JR West
| 1 | ■ JR Tōzai-lijn | richting Amagasaki                |
| 2 | ■ JR Tōzai-lijn | richting Kita-Shinchi en Kyōbashi |

## Geschiedenis
Het station werd in 1997 geopend.

## Overig openbaar vervoer
Bussen 38, 39, 53, 59, 77, 81 en 90

## Stationsomgeving
- Station Nodahanshin voor de Sennichimae-lijn
- Station Noda voor de Hanshin-lijn
- Hoofdkantoor van Hanshin
- Hoofdkantoor van Naris Cosmetica
- Hoofdkantoor van Kokando (wierookproducent)
- WISTE (winkelcentrum van Hanshin)
  - Jasco (supermarkt)
- Yamada Denki (elektronicahandel)
- Stadsdeelkantoor van Fukushima
- Politiebureau van Fukushima
- Bibliotheek van Fukushima
- Kentucky Fried Chicken
- McDonald's
- Tsutaya
- Autoweg 2

(Gakkentoshi-lijn<<) · Kyobashi ·  Osakajō-kitazume · Osaka-Temmangu · Kita-Shinchi · Shin-Fukushima · Ebie · Mitejima · Kashima · Amagasaki · (>>JR Kobe-lijn- Fukuchiyama-lijn)